# Тейлор (Алабама)
Тейлор (англ. Taylor) — місто (англ. town) в США, в округах Г'юстон і Женіва штату Алабама. Населення — 2262 особи (2020).

## Географія
Тейлор розташований за координатами 31°10′7″ пн. ш. 85°28′33″ зх. д. / 31.16861° пн. ш. 85.47583° зх. д. (31.168748, -85.475797). За даними Бюро перепису населення США в 2010 році місто мало площу 19,27 км², з яких 19,06 км² — суходіл та 0,21 км² — водойми.

## Демографія
Згідно з переписом 2010 року, у місті мешкало 2375 осіб у 835 домогосподарствах у складі 639 родин. Густота населення становила 123 особи/км². Було 966 помешкань (50/км²).
Расовий склад населення:
| - 87,5 % — білих - 7,2 % — чорних або афроамериканців - 0,8 % — корінних американців - 0,1 % — азіатів - 2,4 % — осіб інших рас |

До двох чи більше рас належало 2,1 %. Частка іспаномовних становила 5,2 % від усіх жителів.
За віковим діапазоном населення розподілялося таким чином: 31,6 % — особи молодші 18 років, 60,6 % — особи у віці 18—64 років, 7,8 % — особи у віці 65 років та старші. Медіана віку мешканця становила 31,5 року. На 100 осіб жіночої статі у місті припадало 96,3 чоловіків; на 100 жінок у віці від 18 років та старших — 89,8 чоловіків також старших 18 років.
Середній дохід на одне домашнє господарство становив 57 932 долари США (медіана — 43 116), а середній дохід на одну сім'ю — 63 171 долар (медіана — 45 000). Медіана доходів становила 40 556 доларів для чоловіків та 30 800 доларів для жінок. За межею бідності перебувало 19,6 % осіб, у тому числі 27,9 % дітей у віці до 18 років та 8,7 % осіб у віці 65 років та старших.
Цивільне працевлаштоване населення становило 1170 осіб. Основні галузі зайнятості: освіта, охорона здоров'я та соціальна допомога — 17,4 %, роздрібна торгівля — 11,7 %, мистецтво, розваги та відпочинок — 10,2 %, науковці, спеціалісти, менеджери — 9,9 %.